# Gianfranco Ferré
Gianfranco Ferré [dʒaɱˈfraŋko ferˈre] (Legnano, 15 de agosto de 1944-Milán, 17 de junio de 2007) fue un conocido diseñador italiano a nivel internacional. 

## Biografía
En 1969 concluye sus estudios de arquitectura pero pronto se adentra en el mundo de la moda, logrando fama en toda Europa.
En 1974 inaugura su marca de moda, Baila, y presenta su primera colección para mujer en 1978. Presentará sus primeras creaciones para hombre en 1982. Dos años más tarde lanza su primer perfume, en 1987 su colección de pieles y en 1989 la línea Ferré Jeans. Ese mismo año recibe la llamada de Bernard Arnault para hacerse cargo de la dirección artística de Christian Dior. Ferré dirigirá la división de alta costura de la maison pero también el prêt-à-porter y el diseño de pieles.
Es uno de los diseñadores más prestigiosos de su país, junto con Valentino o Giorgio Armani. Recibió numerosos premios; en 2005 Julia Roberts fue la imagen de su nueva campaña publicitaria.